# مدل هسته-باز
مدل هسته-باز (انگلیسی: Open-core model) یک مدل کسب‌وکار است برای پولی کردن توزیع نرم‌افزار متن‌باز است.
در سال ۲۰۰۸ توسط اندرو لامپوت مدلی را ارائه داد که خصوصیت‌های محدودی از نرم‌افزار به صورت نرم‌افزار آزاد و متن‌باز ارائه شود و نسخهٔ تجاری که کامل‌تر است به صورت نرم‌افزار مالکیتی ارائه می‌گردد.
ایدهٔ نرم‌افزار هسته‌باز مورد انتقاد قرار گرفت که ایدهٔ نرم‌افزار با فلسفهٔ نرم‌افزار متن باز تناقض دارد با این وجود توسط بسیاری از شرکت‌های توسعه دهندهٔ نرم‌افزارهای متن‌باز استفاده می‌شود.